# David Mumford
David Mumford (ur. 11 czerwca 1937 w Worth, Sussex w Anglii) – amerykański matematyk, laureat Medalu Fieldsa z 1974 roku.

## Życiorys
W 1974 roku został uhonorowany Medalem Fieldsa za wyniki dotyczące istnienia i struktury pewnej klasy rozmaitości (varieties of moduli) oraz za wkład w teorię powierzchni algebraicznych. Od 1995 do 1998 roku był prezesem Międzynarodowej Unii Matematycznej, a od 1975 roku jest członkiem Narodowej Akademii Nauk. Otrzymał wiele doktoratów honoris causa i nagród, w tym IEEE Longuet-Higgins, Nagrodę Shawa, Nagrodę Wolfa i Medal National of Science. W 1980 roku zaangażował się w badania matematycznych podejść do modelowania myślenia i percepcji. 
W 1962 i 1970 wygłosił wykłady sekcyjne, a w 2002 wykład plenarny na Międzynarodowym Kongresie Matematyków. 
W 1959 roku poślubił poetkę Erikę Jentsch z tego związku ma czworo dzieci. Po jej śmierci w 1988 roku ożenił się z artystką Jenifer Gordon.